# (6071) Sakitama
(6071) Sakitama est un astéroïde de la ceinture principale.

## Description
(6071) Sakitama est un astéroïde de la ceinture principale. Il fut découvert le 4 janvier 1992 à Okutama par Tsutomu Hioki et Shuji Hayakawa. Il présente une orbite caractérisée par un demi-grand axe de 2,71 UA, une excentricité de 0,11 et une inclinaison de 11,7° par rapport à l'écliptique.

## Compléments